# Hiei (1912)
Hiei (japonsky: 比叡), pojmenovaná podle hory Hiei ležící severovýchodně od Kjóta, bitevním křižníkem japonského císařského námořnictva třídy Kongó, který byl přestavěn a v roce 1931 překlasifikován na bitevní loď.

## Historie
Její stavba byla zahájena v loděnicích Jokosuka Kaigun Kóšó (Loděnice válečného námořnictva v Jokosuce) 4. listopadu 1911, na vodu byla spuštěna 21. listopadu 1912 a do služby vstoupila 4. srpna 1914.

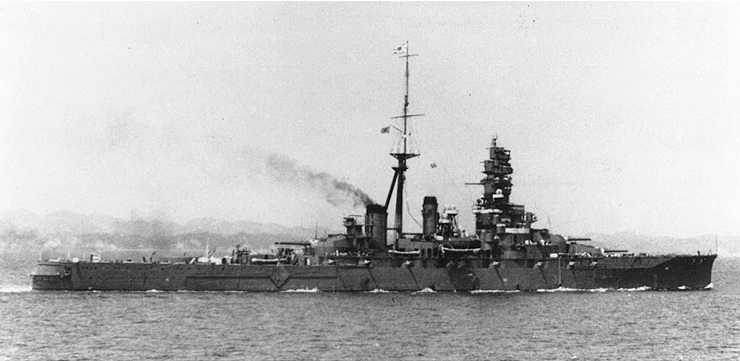
Hiei na moři ve 30. letech, na hlavním stěžni vlaje kontradmirálská vlajka

Po první světové válce byly zmodernizovány její kotle a pod čáru ponoru byly přidány protitorpédové výdutě.
Mezi lety 1932 a 1940 sloužila Hiei jako cvičná dělostřelecká loď. Byla částečně odzbrojena a také část jejího pancéřování byla odmontována (odstraněna byla zadní dělová věž a boční pancéřový pás). Při modernizaci v roce 1940 dostala svou výzbroj a pancéřování zpět, prodělala stejný modernizační program jako ostatní lodě třídy Kongó a byla opět zařazena mezi bitevní lodě.
Protože byla Hiei původně stavěna jako bitevní křižník (to platilo pro celou třídu Kongó), byla i po přestavbě velmi rychlá (ve srovnání s ostatními bitevními loděmi), což ji předurčovalo k doprovodu rychlých letadlových lodí. Během války se ale projevily její limity při obraně před leteckými útoky způsobené zastarávajícím designem.
Hiei byla součástí úderného svazu letadlových lodí, který 7. prosince 1941 zaútočil na americkou flotu kotvící v Pearl Harboru, účastnila se 19. února 1942 útoku na Darwin, nájezdu do Indického oceánu proti britské Východní flotě v dubnu 1942, chránila invazní flotu během bitvy o Midway v červnu 1942, zúčastnila se bitvy u východních Šalomounů v srpnu 1942 a bitvy u ostrovů Santa Cruz v říjnu 1942.

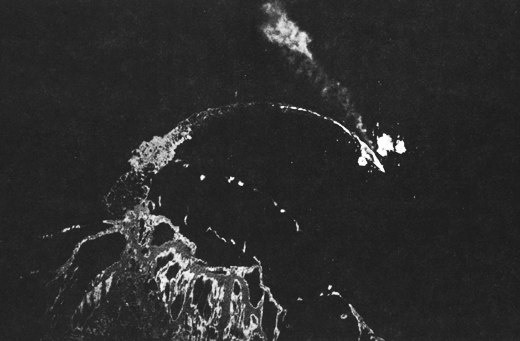
Bombardéry B-17 bombardují poškozenou Hiei na sever od ostrova Savo 13. listopadu 1942

Během námořní bitvy u Guadalcanalu v noci na 13. listopadu 1942 byla Hiei, pod vedením kapitána Nišidy Masao, zasažena třiceti 8palcovými náboji z křižníků USS San Francisco a Portland, mnoha 5palcovými náboji a dvěma torpédy z torpédoborce Sterett. Její systém řízení palby hlavních i sekundárních baterií byl vyřazen, nástavby byly v plamenech a 188 členů posádky bylo zabito. Po rozednění byla při pokusu o únik opakovaně napadána torpédovými bombardéry Grumman Avenger z Hendersonova letiště na Guadalcanalu, Avengery a střemhlavými bombardéry Douglas Dauntless z letadlové lodi USS Enterprise a výškovými bombardéry B-17 Flying Fortress 11. bombardovací skupiny USAAF z ostrova Espiritu Santo. Celkem během dne čelila 70 náletům, po jejichž skončení zůstala nakloněna na pravobok se zatopenou zádí. Večer viceadmirál Abe přikázal kapitánovi Masaovi otevřít Kingstonovy záklopky a opustit loď. Mezi 19 hodinou večer a 1 hodinou ráno se Hiei potopila zádí napřed poblíž ostrova Savo (9° j. š., 159° v. d.).
Ztráta bitevní lodi byla pro japonské velení velmi hořkou pilulkou, jak píše historik Aleš Skřivan: „Ztráta Hiei, první japonské bitevní lodi v celé pacifické válce, byla pro Jamamota nesporně vážnou ranou, …“.